# Le Grincheux (film)
Pour les articles homonymes, voir Le Grincheux.
Pour plus de détails, voir Fiche technique et Distribution.
Le Grincheux (titre original : De kribbebijter) est un film néerlandais en noir et blanc réalisé par Henry Koster sorti en 1935.
Le film est une adaptation de la pièce de théâtre Willis Frau écrite par Max Reimann et Otto Schwartz.

## Fiche technique
- Titre français : Le Grincheux[1]
- Titre original néerlandais : De kribbebijter
- Réalisation : Henry Koster et Ernst Winar
- Scénario : Jane Beß (de)
- Musique : Max Tak (nl)
- Production : Gabriel Levy (de)
- Société de production : Holfi
- Pays de production :  Pays-Bas
- Langue originale : néerlandais
- Genre : Comédie romantique
- Durée : 86 minutes
- Date de sortie :
  - Pays-Bas : 8 août 1935
  - France : 18 février 1938[1]

## Distribution
- Cor Ruys : Baron Van Hergershuizen
- Louis de Bree : Oncle Moekie
- Frits van Dongen : Willy van Hergershuizen
- Dolly Mollinger : Loes
- Mary Dresselhuys : Mary van Hergershuizen
- Louis Borel : Hans van Maren
- Chris Baay : Schimmelman
- August Kiehl : Frans

## Autour du film
- Dolly Mollinger, alors inconnue, fut préférée pour le rôle principal à Lily Bouwmeester et Mary Dresselhuys.